# Francisco Chacón y Orta
Francisco Chacón y Orta (San Fernando (Cadis), 18 de febrer de 1812 - 8 de gener de 1893) fou un militar i científic espanyol, acadèmic de la Reial Acadèmia de Ciències Exactes, Físiques i Naturals.
En 1827 ingressà com a Guardiamarina. En 1841 va ascendir a tinent de navili i en 1845 fou professor ajudant i en 1846 arxiver de l'Escola Naval Militar. En 1850 ascendí a capità de fragata i en 1858 a capità de navili alhora que era nomenat Director del Dipòsit Hidrogràfic de l'Armada Espanyola. En 1864 va ascendir a brigadier del Cos General de l'Armada. L'any anterior fou proposat com a acadèmic de la Reial Acadèmia de Ciències Exactes, Físiques i Naturals, però 1865 va renunciar al càrrec per motius de salut. En 1871 li fou concedida la gran creu de l'Orde de Sant Hermenegild.

## Obres
- Tratado de Física y Meteorología
- Máquinas de vapor y sus aplicaciones a la navegación.